# Janula bruneiensis
Espèce
Janula bruneiensis est une espèce d'araignées aranéomorphes de la famille des Theridiidae.

## Distribution
Cette espèce est endémique du Brunei sur Bornéo,.

## Description
La femelle holotype mesure 2,63 mm et le mâle paratype 2,24 mm.

## Étymologie
Son nom d'espèce, composé de brunei et du suffixe latin -ensis, « qui vit dans, qui habite », lui a été donné en référence au lieu de sa découverte, le Brunei.

## Publication originale
- Yoshida & Koh, 2011 : Phoroncidia, Janula and a new genus Brunepisinus (Araneae: Theridiidae) from Brunei. Acta Arachnologica, Tokyo, vol. 60, no 2, p. 75-88 (texte intégral).